# バトルキング!!-Weʼll rise again-
『バトルキング！！-Weʼll rise again-』（バトルキング！！-うぃる らいず あげいん-）は、2023年の日本の青春映画である。
瀧川元気が監督を務め、スターダストプロモーション所属の6人組ダンス＆ボーカルユニット「ONE N' ONLY」にとって初の主演映画となった。歌やラップ、ダンスを盛り込んで若者たちの青春を描いた作品で、夢に本気になれない不良少年がダンスとの出会いを通じて仲間とともに成長していく物語となっている。2023年3月10日に日本全国で劇場公開され、上映時間は94分。配給はSDP（スターダストピクチャーズ）である。主題歌「We'll rise again」は主演のONE N' ONLY自身が歌唱した楽曲で、本編のストーリーとリンクする形で制作された。本作はアイドル映画として一定の支持を集め、後に続編となる2部作『BATTLE KING!! Map of The Mind -序奏・終奏-』の製作が発表された。

## ストーリー
夢に向かって本気になるのはバカらしいと考え、仲間たちと夜な夜なクラブに入り浸ってケンカに明け暮れていた不良少年の高坂源二郎（山下永玖）は、ある日ひょんなことから全国的にも有名な名門アートスクールに侵入し、設備を破壊する事件を起こしてしまう。学校側の計らいで、罰として校内清掃に従事することで許されることになった源二郎は、その清掃活動の中でダンスに打ち込む少女内藤可乃（櫻愛里紗）と出会う。可乃に誘われ、源二郎はヒップホップのデュエットダンスの練習相手を務めることになり、次第に「本気で打ち込みたい！」と思うほどダンスに情熱を傾け始める。ついに自分の夢を見いだしかけた源二郎だったが、ちょうどその頃、源二郎たちと対立する不良グループのリーダー山縣虎太郎（森愁斗）との抗争が勃発する。仲間たちが危機に陥り、源二郎は自らの想いを抑えて戦いに向かう決意をすることになる。

## 登場人物
高坂 源二郎（こうさか げんじろう）
演 - 山下永玖（ONE N' ONLY）
主人公。目立った生きがいもなく不良仲間とつるんで日々ケンカに明け暮れている青年。幼少期にダンスを習っており、中学時代には仲間の愛之助・玄武らとストリートダンスに打ち込んだ過去がある。ダンスの才能があり、可乃との出会いを機に再び情熱に火がつく。
直江 愛之助（なおえ あいのすけ）
演 - 高尾颯斗（ONE N' ONLY）
源二郎の親友。源二郎や玄武とは中学時代からの仲間で、当時は共にストリートダンスに励んでいた。現在は源二郎と同様に不良グループの一員としてケンカに明け暮れているが、常に弟の龍之介を気にかけ面倒を見ている。
甲斐 玄武（かい げんぶ）
演 - 草川直弥（ONE N' ONLY）
源二郎の仲間。愛之助とともに中学時代から源二郎と親しく、ストリートダンスにも参加していた一人。現在は不良グループのメンバーで、源二郎の良き友人。
鞍馬 憲一郎（くらま けんいちろう）
演 - 上村謙信（ONE N' ONLY）
源二郎の仲間。不良グループの一員で、源二郎たちと行動を共にする青年。愛之助・玄武らと同じく源二郎の古くからの友人。
真田 晋作（さなだ しんさく）
演 - 関哲汰（ONE N' ONLY）
源二郎の仲間。不良グループの一員で、源二郎にとって兄弟同然のチームメイト。仲間思いで、グループ内ではムードメーカー的な存在。
早乙女 以蔵（さおとめ いぞう）
演 - 沢村玲（ONE N' ONLY）
アートスクールの生徒で、元ヤンキーという異色の経歴を持つ青年。ダンス名門校に在籍しつつも、源二郎たち5人とは唯一「仲間意識」でつながっていない孤高の存在である。かつて不良であったため源二郎たちとも接点があり、彼ら5人の結束を少し羨ましく思いながらも「自分のやりたいことをやって生きていく」という強い意志を抱いている。
内藤 可乃（ないとう かの）
演 - 櫻愛里紗
ヒロイン。名門アートスクールでダンスに打ち込む少女。校内清掃に訪れた源二郎にペアダンスの相手を依頼し、彼の中に眠っていたダンスへの情熱を呼び覚ます存在となる。
南部 美人（なんぶ よしと）
演 - 小川史記（BUDDiiS）
通称「南部先輩」。源二郎たち不良グループの年長者で、地元のダンスクラブのオーナーを務める男性。自分のクラブを源二郎たちの溜まり場に提供し、何かと世話を焼いて若い仲間たちを応援する兄貴分的存在である。
直江 龍之介（なおえ りゅうのすけ）
演 - 高尾楓弥（BUDDiiS）
愛之助の弟。兄や源二郎たちとつるんで不良グループの末席にいる少年。悪の道に憧れてグループに加わっているが、喧嘩沙汰ではいつも兄に庇われている。
山縣 虎太郎（やまがた とらたろう）
演 - 森愁斗（BUDDiiS）
源二郎たちと敵対する不良グループのリーダー。喧嘩の実力者であり、舎弟を大勢引き連れて行動する。地元のヤクザと関係があるとも噂され、他の不良たちからも一目置かれる存在。

## キャスト
- 高坂源二郎: 山下永玖（ONE N' ONLY）
- 直江愛之助: 高尾颯斗（ONE N' ONLY）
- 甲斐玄武: 草川直弥（ONE N’ ONLY）
- 鞍馬憲一郎: 上村謙信（ONE N’ ONLY）
- 真田晋作: 関哲汰（ONE N’ ONLY）
- 早乙女以蔵: 沢村玲（ONE N’ ONLY）
- 内藤可乃: 櫻愛里紗
- 南部美人: 小川史記（BUDDiiS）
- 直江龍之介: 高尾楓弥（BUDDiiS）
- 山縣虎太郎: 森愁斗（BUDDiiS）
- 小山田孟: 岡本聖哉（BUDDiiS）
- 馬場広樹: 西田祥（BUDDiiS）
- 秋山信吾: 大槻拓也（BUDDiiS）
- 木下雄太: 野瀬勇馬（BUDDiiS）
- 栗原浩介: 岩尾春輝（BUDDiiS）
- 伊達一男: 武藤潤（原因は自分にある。）
- 上杉俊: 曽野舜太（M!LK）
- 高坂岳夫: テイ龍進
- 武田校長: 原史奈

## スタッフ
- 監督: 瀧川元気
- 脚本: 福谷圭祐
- 製作: 岩倉達哉、宮下昌也、荒木紀幸
- プロデューサー: 福田済、輪島寛之
- 共同プロデューサー: 瀧川元気
- 撮影: 小松嶺介
- 照明: 梶真樹人
- 録音: 小清水健治
- 美術: 三藤秀仁
- 編集: 堀善介
- 音響: 田中俊
- 音楽: JUNE
- 劇伴音楽: 鈴木栄治
- 主題歌: ONE N' ONLY 「We'll rise again」
- ダンス振付: 高尾颯斗
- アクション監督: マット奥井
- 監督補: 山嵜晋平
- 配給: SDP（スターダストピクチャーズ）

## 製作
企画段階から主演の6人組グループONE N' ONLYの魅力を活かす意図があり、同グループの初主演映画として製作された。監督には、映画『鬼ガール!!』（2020年）で長編デビューしニューヨーク映画賞の監督賞受賞や上海国際映画祭への入選経験を持つ瀧川元気が起用された。脚本は福谷圭祐が担当し、制作はスターダストピクチャーズ（SDP）とSDRが共同で行っている。主要キャストには主演グループのメンバー全員に加え、同じスターダスト系列の若手ダンスボーカルグループであるBUDDiiSのメンバー8名、さらにボーイズグループM!LKの曽野舜太や「原因は自分にある。」の武藤潤らが集められ、フレッシュな顔ぶれが勢揃いした。本作のキャスティングはワークショップ形式で行われ、瀧川監督が荒筋の脚本を元に俳優陣と演技の稽古を重ねながら各人の個性を見極め、役柄を割り当てていったという。その結果、出演者らは自身に近いキャラクター性を持つ役を演じることになり、例えば高尾颯斗は「弟がいるヤンキー役」として実弟の高尾楓弥と兄弟役を演じる配役となった。撮影中のエピソードとして、虎太郎役の森愁斗は赤髪の役柄に成り切って現場に臨んだあまり、待ち時間に瀧川監督から「怒ってないよね？」と声をかけられるほど怖がられてしまったと舞台挨拶で明かしている。企画発表は公開半年前の2022年10月に行われ、メインビジュアルや役名付きキャスト情報が解禁された。監督の瀧川は「ONE N' ONLYの魅力を詰め込んだパワフルな映画」を目指したとコメントしており、アクション・音楽・ダンスなどエンターテインメント性あふれる青春映画として作品が作り上げられた。

## 封切り
完成披露試写会（プレミア上映）は2023年2月20日、ユナイテッド・シネマ アクアシティお台場にてキャスト登壇の舞台挨拶付きで開催された。一般公開は2023年3月10日より全国の映画館で開始され、お台場のユナイテッド・シネマ他にて順次上映された。公開後、観客の盛り上がりに応える形で応援上映も企画され、4月1日には東京での応援上映会が追加開催されている。また、当初上映館の少なかった地域にも上映館が拡大されており、3月末から4月上旬にかけて劇場追加と上映スケジュールの更新が公式発表された。
本作のDVDは2023年9月6日にリリースされ、スペシャル・エディション（2枚組）にはメイキングやイベント映像集、予告編などの映像特典とポストカードが付属した。DVD発売に合わせた記念イベントも開催され、ファンに向けた販促が行われている。なお、2024年には続編となる『BATTLE KING!! Map of The Mind -序奏-』『-終奏-』の2部作が制作され、2025年に連続公開された。

## 評価
本作はグループのファンを中心に支持を集め、観客からは「ケンカ、ダンス、友情、家族愛、恋と青春の王道要素が詰め込まれていて飽きさせない」「重い作品より前向きで元気をもらえるベタな青春エンタメが一番だ」といった好意的な感想が聞かれた。主演メンバーのパフォーマンスや爽快な展開について肯定的な評価をする声がある一方で、映画作品としてはストーリーの薄さや演出面を指摘する意見も見られた。一般の映画ファンからは「内容がファン向けのサービス的なものに終始しており、映画単体としては物足りない」といった批判や、「カメラワークや編集に難がある」との指摘もあがっている。しかしながら、出演者たちの知名度向上やファン層の満足度には貢献したと評価されており、公開から約2年後には続編の製作が正式発表されるなど、グループの活躍の場を広げる契機となった作品である。続編公開のニュースに対してはファンから大きな期待が寄せられ、ONE N' ONLYメンバーの俳優活動の新たな展開として注目されている。